# Dorothy Odam-Tyler
Dorothy Jennifer Beatrice Odam-Tyler (Londra, 14 marzo 1920 – 25 settembre 2014) è stata un'altista britannica, vincitrice della medaglia d'argento ai Giochi olimpici di Berlino nel 1936 e a Londra nel 1948.

## Biografia
Nata nel borgo di Lambeth, alle Olimpiadi del 1936 vinse la medaglia d'argento nella disciplina del salto in alto mentre l'oro andò a Ibolya Csák. Vinse due medaglie d'oro ai giochi del Commonwealth. Nel 1948 vinse un'altra medaglia d'argento nel salto in alto ai giochi olimpici, partecipò anche ad altre due Olimpiadi senza giungere sul podio.

## Palmarès
| Anno | Manifestazione             | Sede    | Evento        | Risultato | Prestazione | Note            |
| ---- | -------------------------- | ------- | ------------- | --------- | ----------- | --------------- |
| 1936 | Giochi della XI Olimpiade  | Berlino | Salto in alto | Argento   | 1,60        |                 |
| 1948 | Giochi della XIV Olimpiade | Londra  | Salto in alto | Argento   | 1,68        | Record olimpico |